# Raimund Veit
Raimund Veit (* 30. August 1785 in Großlellenfeld; † 22. September 1857 auf seinem Gut Stadelheim bei Giesing) war ein Pionier der Landwirtschaftswissenschaft in Bayern in der ersten Hälfte des 19. Jahrhunderts.
Veit, Sohn eines Lehrers, studierte Kameralwissenschaft an der Universität Landshut und scheint dort 1812 die Doktorwürde erworben zu haben. Von 1820 bis 1823 verwaltete er das Staatsgut Weihenstephan. Seit 1824 wirkte er als Professor an der Landwirtschaftlichen Lehranstalt Schleißheim. 1832 musste er aus gesundheitlichen Gründen um seine Versetzung in den Ruhestand bitten. Ab 1833 unterrichtete er an der Kreislandwirtschaftsschule in Augsburg. 1843 wurde er nach Schleißheim zurückberufen. Bis 1852 leitete er als Direktor diese zur „Landwirthschaftlichen Centralschule“ erhobene Lehranstalt. Veit ist Autor mehrerer Hand- und Lehrbücher.

## Schriften
- Handbuch der Landgüter-Verwaltung oder der Einrichtungs- und Betriebskunde des landwirthschaftlichen Gewerbes. 3 Bände, Augsburg 1838.
- Lehrbuch der Landwirthschaft zum Gebrauch in Landwirthschafts- und Gewerbs-Schulen und zum Selbstunterricht. Augsburg 1841, 2. Aufl. ebd. 1846.
- Anleitung zum Leinbau und zur Flachsbereitung nach dem Verfahren der Niederländer. Augsburg 1841.
- Anleitung zum Futterbau mit einem Anhange zur Streugewinnung. München 1849.